# Amauris semivitrea
Amauris semivitrea är en fjärilsart som beskrevs av Paul Mabille 1876. Amauris semivitrea ingår i släktet Amauris och familjen praktfjärilar. Inga underarter finns listade i Catalogue of Life.